# Ритуксимаб
Ритуксимаб (лат. Rituximabum) — синтетичний препарат, який є генно-інженерним моноклональним антитілом до поверхневого антигену B-лімфоцитів CD20. Ритуксимаб застосовується як внутрішньовенно, так і підшкірно. Ритуксимаб уперше розроблений у лабораторії компанії «IDEC Pharmaceuticals» дослідницькою групою під керівництвом Набіля Ханни, початково під назвою «IDEC-C2B8», та застосовується у клінічній практиці з 1997 року.

## Фармакологічні властивості
Ритуксимаб — синтетичний лікарський препарат, який є генно-інженерним рекомбінантним гуманізованим (від миші) моноклональним антитілом до поверхневого антигену B-лімфоцитів CD20. Основний механізм дії препарату полягає у зв'язуванні ритуксимабу із трансмембранним антигеном зрілих В-лімфоцитів та пре-В-лімфоцитів CD20, що призводить до активації імунологічних реакції, які спричинюють лізис В-лімфоцитів. Іншими механізмами дії ритуксимабу є зниження експресії антигенів CD40 та CD80 на поверхні В-лімфоцитів, що призводить до гальмування активації T-лімфоцитів, а також індукуванні елімінації аутореактивних Т-лімфоцитів, та відновленні аутотолерантності, що має значення для гальмування розвитку аутоімунних захворювань. Початково ритуксимаб застосовувався для лікування В-лімфоцитарних неходжкінських лімфом, а також В-клітинного хронічного лімфолейкозу, у тому числі в комбінації з іншими хіміотерапевтичними препаратами (зокрема, бендамустином). При подальших дослідженнях встановлено ефективність ритуксимаба при широкому спектрі аутоімунних та ревматологічних захворювань. Ритуксимаб застосовується при ревматоїдному артриті (у тому числі при неефективності інгібіторів фактору некрозу пухлини інфліксімаба або адалімумаба), переважно в комбінації з метотрексатом. У клінічних дослідженнях показана ефективність ритуксимаба при системному червоному вовчаку, синдромі Шегрена, системних васкулітах (у тому числі при синдромі Вегенера), синдромі Гудпасчера, дерматоміозиті, анкілозуючому спондилоартриті, антифосфоліпідному синдромі, при різних формах хронічного гломерулонефриту тромбоцитопенічній пурпурі та аутоімунних гемолітичних анеміях пемфігусі та пемфігоїді та розсіяному склерозі.

### Фармакокінетика
Ритуксимаб відносно повільно розподіляється в організмі після ін'єкції, максимальна концентація досягається протягом 3 діб після введення препарату. Біодоступність препарату після підшкірного введення становить 71 %, після внутрішньовенного застосування біодоступність становить 100 %. Метаболізм та шляхи виведення ритуксимабу з організму не визначені. Період напіввиведення препарату з організму становить у середньому 68 годин (варіює від 31,5 до 407 годин при внутрішньовенному застосуванні, та до 29 діб при підшкірному введенні), і цей час не змінюється при печінковій та нирковій недостатності, а також у хворих різних вікових груп.

## Показання до застосування
Ритуксимаб застосовується при неходжкінських лімфомах, хронічному лімфолейкозі, ревматоїдному артриті (переважно у комбінації з метотрексатом), ідіопатичній тромбоцитопенічній пурпурі та пемфігусі.

## Побічна дія
При застосуванні ритуксимабу побічні ефекти спостерігаються рідше, ніж при застосуванні інших подібних препаратів. Серед побічних ефектів препарату найчастішими є:
- Алергічні реакції та з боку шкірних покривів — висипання на шкірі, свербіж шкіри, кропив'янка, гіпергідроз, алопеція, сухість шкіри, бронхоспазм, набряк язика або глотки, набряк Квінке, гарячка, риніт, кашель, загострення бронхіальної астми.
- З боку травної системи — нудота, блювання, діарея, біль у животі, зниження апетиту, порушення функції печінки.
- З боку нервової системи — головний біль, запаморочення, нервозність, сонливість або безсоння, тривожність, амнезія, парестезії або гіпестезії, неврити.
- З боку серцево-судинної системи — артеріальна гіпертензія або гіпотензія, аритмії, брадикардія або тахікардія, набряк обличчя, тромбофлебіт, припливи крові, загострення ішемічної хвороби серця.
- З боку сечостатевої системи — дизурія, гематурія.
- З боку опорно-рухового апарату — артралгії, міалгії, біль у кістках, біль у попереку, біль у грудній клітці, біль у шиї, гіпертонус м'язів.
- Зміни в лабораторних аналізах — анемія, тромбоцитопенія, лейкоцитоз, лейкопенія, нейтропенія, лімфопенія, підвищення активності ферментів печінки, підвищення рівня сечової кислоти в крові, гіперглікемія, гіпокальціємія або гіперкальціємія.
- Інші побічні ефекти — рецидиви пухлин шкіри, збільшення частоти інфекційних захворювань, реакції в місці введення препарату.

## Протипокази
Ритуксимаб протипоказаний при застосуванні при підвищеній чутливості до препарату та до білків миші.

## Форми випуску
Ритуксимаб випускається у вигляді концентрату для приготування розчину для інфузій у флаконах по 10, 30 та 50 мл; і розчину для підшкірного введення в ампулах по 11,7 мл.

## Синоніми
МАБТЕРА (MabThera), Riabni, Rituxan, Руксієнс (Ruxience), Truxima,
Риксатон, Реддитукс